# Пуркарете (Бистрица-Насауд)
Пуркарете (рум. Purcărete) насеље је у Румунији у округу Бистрица-Насауд у општини Негрилешти. Oпштина се налази на надморској висини од 404 m.

## Становништво
Према подацима из 2002. године у насељу је живело 225 становника, од којих су сви румунске националности.